# Muhembuzi
Muhembuzi är ett vattendrag i Burundi.   Det ligger i provinsen Kirundo, i den norra delen av landet, 140 km nordost om huvudstaden Bujumbura. Muhembuzi ligger vid sjön Lac Rweru.
Omgivningarna runt Muhembuzi är en mosaik av jordbruksmark och naturlig växtlighet. Runt Muhembuzi är det tätbefolkat, med 308 invånare per kvadratkilometer.